# 路易·普林斯
路易·艾梅·奥古斯汀·雷·普林斯（法語：Louis Aimé Augustin Le Prince；1841年8月28日—1890年9月16日），使用單鏡頭相機拍攝電影的發明人，被稱為「电影之父」。
他于1888年拍摄电影《郎德海花园场景》。其本人本应按计划在美国展示新发明电影，而后却在第戎的一辆火车上失踪。